# Scooch

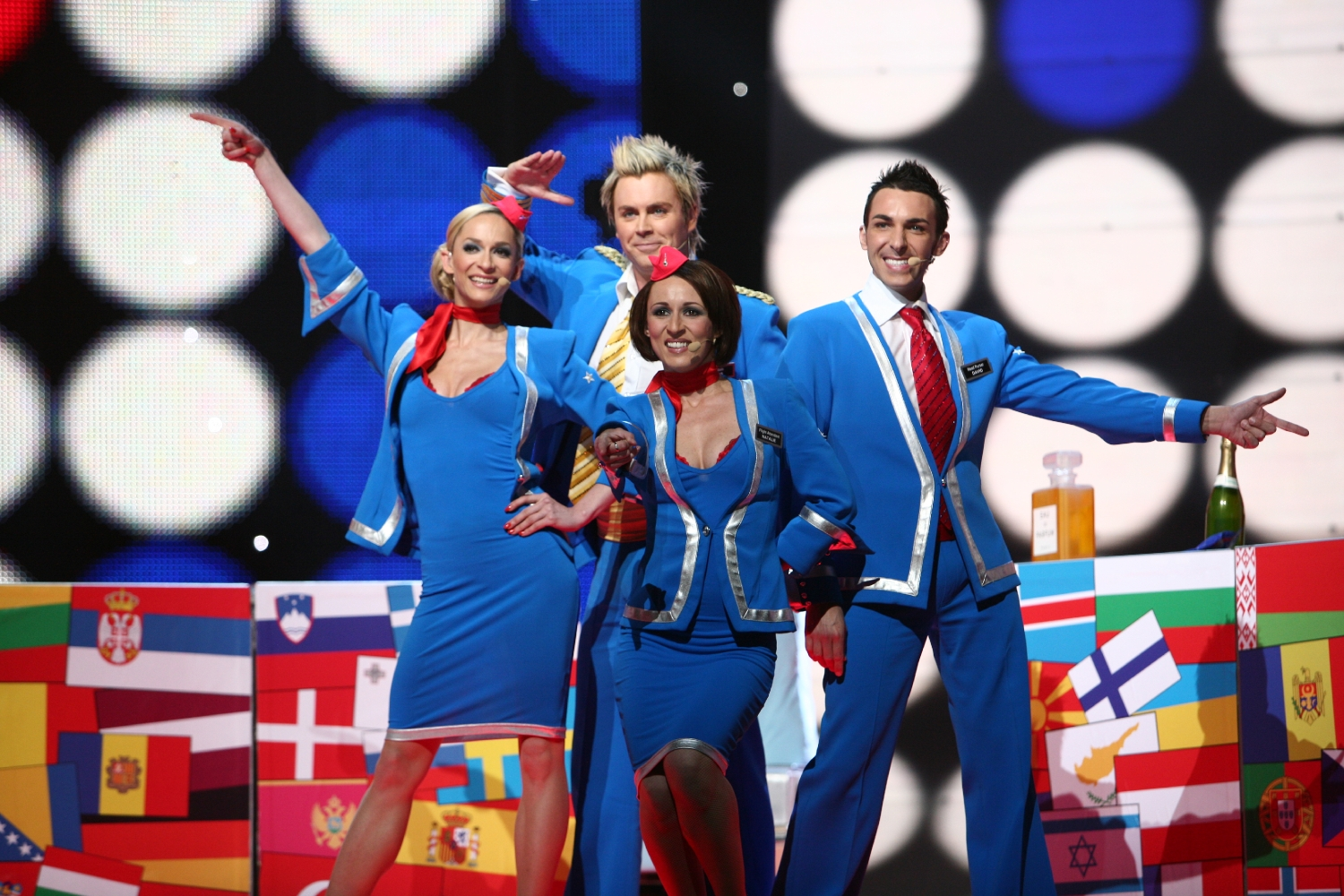
Scooch no Festival Eurovisão da Canção 2007

Scooch é uma banda de dance pop britânica. Em 2007 representou o Reino Unido no Festival Eurovisão da Canção ficando no penúltimo (23.) lugar.

## Discografia

### Álbuns
- 2000: Four Sure (Veröffentlichung: UK)
- 2000: Welcome to the Planet Pop (Veröffentlichung: nur in Japan)

### Singles
- 1999: When My Baby
- 2000: More Than I Needed To Know
- 2000: The Best Is Yet To Come
- 2000: For Sure
- 2007: Flying the Flag (for you)